# Robert Henry Davis
Robert Henry Davis (ur. 1870, zm. 1965) – angielski wynalazca.
W 1914 wynalazł aparat oddechowy złożony z maski tlenowej połączonej z butlą umieszczoną na plecha nurka, dając początek skafandrowi nurkowemu, wykorzystanemu po raz pierwszy w latach 20. XX w. przy ewakuacji zatopionych okrętów podwodnych.